# Hypselotriton orphicus
Hypselotriton orphicus es una especie de anfibios de la familia Salamandridae.

## Distribución geográfica
Es endémica del noreste de la provincia de Cantón y el centro de la provincia de Fujian (China).